# Cord-cutting
En televisión, el término cord-cutting se refiere a la tendencia de algunos espectadores, que reciben el nombre de cord cutters, de cancelar sus suscripciones a servicios de televisión por cable, dejando de ver canales de pago que resultan caros, o reduciendo el número de horas que visualizan este tipo de televisión, en respuesta de la competencia de los medios de comunicación rivales disponibles en Internet. Este contenido de Internet, según los cord cutters, la sugerencia es gratuito o significativamente más barato que el mismo contenido proporcionado vía cable.
Como tendencia de mercado, un número creciente de cord cutters no pagan por una suscripción a la televisión ni tampoco disfrutan de canales de cable, sino que prefieren una combinación de Internet de banda ancha y IPTV, grabador de vídeo digital, televisión digital terrestre, o televisión vía satélite gratuita (canales FTA). Un grupo relacionado, los cord nevers, nunca ha utilizado cable comercial para el servicio televisivo, confiando en las fuentes de internet desde el inicio. Un número de servicios de televisión puramente de internet, parte del concepto de IPTV más ancho, ha emergido para proveer a estos grupos.

## Impacto de mercado
Parks Associates estimó que en 2008, aproximadamente 900,000 casas americanas confiaron enteramente en Internet para el visionado televisivo, y la empresa predijo un aumento de este dato. Leichtman Research Grup encontró que un seis por ciento de los americanos miraban como mínimo un programa en línea cada semana en 2008, una porcentaje que creció hasta un ocho por ciento en 2009. El número de americanos que se subscribió al servicio por cable aumentó en un dos por ciento en 2008, pero el crecimiento se había retardado. Sanford C. Bernstein & Co. encontró que en el cuarto trimestre de 2008, el aumento era diecisiete veces de un uno por ciento, 220,000 casas, el más bajo registrado. Un informe de Centris mostró que el 8% de los americanos esperaron a cancelar su paga al servicio televisivo por el tercer cuarto de 2009. Aproximadamente la mitad de los americanos intentaron conseguir un trato mejor por parte de un proveedor diferente de aquel al que estaban subscritos. Amazon Vídeo, Hulu, iTunes, Netflix, Sling TV y YouTube hicieron posible la cancelación del servicio por quienes serían incapaces de ver sus programas favoritos durante la hora de programación. La programación de los deportes era una grande razón para no cancelar el pago del servicio televisivo, a pesar de que las opciones en línea exististian para muchos acontecimientos. Otro problema era la incapacidad para mirar muchos programas en directo, o como mínimo suficientemente pronto en el caso de una serie televisiva.
En el segundo cuarto de 2012, Sanford Bernstein determinó que las pérdidas tenían lugar en cinco cuartos. Leichtman encontró que la disminución de suscripciones de pago no pasaba en grandes números. Una razón era que algunos acontecimientos de deportes, así como otros tipos de televisión (como series que se emitían en redes originadas en cable), no podían ser vistos en línea. Sanford Bernstein dijo que el número de abonados a televisiones de pago aumentó por 677,000 durante el primer cuarto de 2010, y una encuesta conducida por The New York Times y CBS News mostró que el 88% de los encuestados tenía este tipo de servicio, y solo un 15% había considerado hacer uso exclusivamente de servicios web. Las personas bajo los 45 años, según la encuesta, eran cuatro veces más favorables a utilizar solo Internet. Para combatir esta tendencia, los proveedores de televisión de la pago permitían a las personas ver los programas de televisión en el ordenador de sobremesa, el portátil y las tabletas. Craig Moffett, de Sanford C. Bernstein, declaró que los altos precios y los demás métodos finalmente harían que los clientes marchasen, denominando el cord-cutting "el fenómeno tecnológico más sobrevalorado de la historia."
Comcast informó una pérdida de 275,000 abonados en el tercer cuarto de 2010, convirtiendo el total del año en 625,000. La empresa dijo que la mayoría de estas pérdidas no fueron de las personas que marchaban para hacer uso de otro servicio. Moffett señaló que las empresas de cable necesitaban ofrecer más paquetes de un coste menor, pero una encuesta por Strategy Analytics reveló que las consideraciones financieras no fueron la razón principal. Las personas no estaban satisfechas con lo que podían conseguir, y las fuentes en línea tuvieron una variedad más ancha de contenido. La encuesta mostró que un 13% de los abonados al cable pretendía cancelar el servicio dentro del próximo año. Algo más de la mitad de los encuestados tenían menos de 40 años, y casi todos tenían o planeaban tener una educación de instituto. Dos tercios tenían o planeaban una educación más avanada, y solo la mitad ganaba como mínimo 50,000$ al año.
Dentro de segundo cuarto del 2011, Comcast perdió 238,000 clientes televisivos, comparados a los 265,000 del año anterior, aunque la empresa enmascaraba estas pérdidas con aumentos en otros servicios como Internet. Moffett dijo que el índice retardado indicaba que las fuentes en línea no hacían que los consumidores dejaran el cable tan rápidamente. Por otro lado, Time Warner Cable y Charter Communications  perdieron más clientes en aquel cuarto que en 2010. Time Warner Cable perdió 130,000, mientras que Dish Network perdió 135,000; en comparación, DirecTV obtuvo 26,000 abonados, comparados a los 100,000 del año anterior. Nielsen Media Research calculó que el número de casas con como mínimo una suscripción a la televisión por cable disminuyó de 115.9 millones a 114.7 millones, mientras también estimaba un aumento de los visionados de los programas a través de los ordenador, tabletas o teléfonos inteligentes. Servicios como U-vers aumentaban su número de abonados para ofrecer características especiales: La opción "My Multiview" de U-vers permitió a las personas mirar cuatro canales a la vez, mientras que la opción "iO TV Quick Views" de Cablevision permitió visualizar en pantalla hasta nueve canales a la vez.
Un informe de Nielsen mostró que durante el cuarto cuarto de 2011, el número de las personas que pagaban por la televisión había disminuido en 1.5 millones (un índice de un 1.5 por ciento), y el número de abonados de cable disminuyó en 2.9 millones. Un informe de 2012 de Deloitte dijo que el 9% de televisiones domésticas se dieron de baja al servicio por cable durante 2011 y un 11% adicional planeaba cancelar su servicio. Sanford Bernstein calcula que 400,000 personas dieron de baja los servicios de pago de vídeo durante el segundo cuarto de 2012, cifra que aumentó los 340,000 de 2011. Una de las razones de las cancelaciones eran los estudiantes universitarios volviendo casa por el verano. Aun así, el número de casas nuevas que pagaban por el servicio televisivo es menor al total de casas nuevas. Otra posible razón son los servicios, como por ejemplo el [time shifting] y la posibilidad de grabar en directo, que en un principio eran servicios exclusivos de televisiones de pago, ahora se están ofreciendo a los cord cutters. A pesar de que el número de abonados normalmente aumenta al tercer cuarto, en 2012 solo 30,000 personas añadieron el servicio de televisiones de pago, según un estudio por el International Strategy & Investment Group. El cable perdió 340,000 abonados (con Time Warner Cable respondiendo por el 140,000 de aquel número) y el satélite obtuvo solo 50,000 abonados; las empresas telefónicas añadieron 320 abonados. A lo largo del 2012, la televisión de pago añadió solo 46,000 abonados nuevos según SNL Kagan. 
Otra categoría de cord-cutters fue denominada por Nielsen en marzo de 2013 como "Zero TV". En 2007, dos millones de casas ni se habían subscrito a televisiones de pago ni habían recibido la programación televisiva vía antena. De cara al 2013, este número había aumentado a cinco millones. La mayoría de las personas en esta categoría eran más jóvenes y no tenían niños en casa. Las personas todavía podían ver espectáculos vía en línea streaming a través de servicios como Netflix. En el espectáculo del 2013 de la National Association of Broadcasters, la solución que se dio para las emisoras fue la televisión móvil. Una encuesta de Leichtman al 2013 mostró que las 13 compañías más grandes de MVPD, cubriendo un 94 por ciento de los Estados Unidos, experimentaron su primer año de pérdidas de abonados. 80,000 abonados dejaron su servicio al final de temporada el 31 de marzo de 2013. 1.5 millones de clientes de cable dejaron su servicio, haciendo que la Time Warner Cable perdiera 553,000 abonados y la Comcast perdiera 359,000. AT&T y Verizon añadieron 1.32 millones de abonados; DirecTV y Dish añadieron 160,000 abonados, comparados a los 439,000 del año anterior. Antes de 2013, solo se habían grabado pérdidas por cuartos a través del sector. Bruce Leichtman describió la suscripción a la industria televisiva como "saturada". Un estudio de TDG mostró que casi 101 millones de casas de EE. UU. se subscribieron a la televisión en la cumbre de la industria en 2011, pero el número caería hasta los 95 millones en 2017. En 2013, el número de abonados totales a los servicios de televisión de pago cayeron un cuarto de millón. Esto fue el primer declive de un año al próximo.
En el primer cuarto de 2017 la industria de la televisión de pago experimentó una pérdida de abonados que era cinco veces mayor que en el primer cuarto de 2016. Según una encuesta de la Statisica en 2015, un 31.64% de los cord-cutters dijo que hicieron esto debido al aumento del precio. Aun así, empresas de cable han aumentado sus índices un 3.5%.
Algunas emisoras han elegido adoptar el concepto del cord-cutting para establecer una suscripción basada en contenidos propios over-the-top, como el HBO Now. Mientras en 2014 se producía el lanzamiento de CBS All Access, Las Moonves declaró que había una "posibilidad muy fuerte" de que Showtime también ofreciera un servicio de OTT—un plan que sería realizado en junio de 2015. El 31 de marzo de 2016, el canal de deportes canadienses Sportsnet (poseído por el conglomerado de mediados de comunicación y telecom Rogers Communications) anunció un servicio de OTT que ofrece las noticias de sus cuatro regiones y dos canales nacionales principales.
Una encuesta de TiVo mostró que el 19.8 por ciento de aquellos sin servicio de televisión de la pago, lo habían dado de baja el año anterior.

## Productos únicamente de televisión de banda ancha
En un esfuerzo para atraer a los que "cortan la línea" y los que "nunca se han suscrito", algunos proveedores de televisión por cable han empezado a ofrecer productos de streaming a través de Internet únicamente. Cablevision empezó a ofrecer paquetes de cord cutter, que incluían una antena digital gratuita y acceso en su óptima red WiFi, así como la opción de añadir HBO al servicio, convirtiéndolo en el primer proveedor por cable en hacerlo. En 2015, Comcast y Time Warner Cable (TWC) empezaron las pruebas de servicios de televisión controladas a través de sus infraestructuras de Internet; el servicio  de stream de Comcast ofrecía acceso en redes de retransmisiones como HBO, Xfinity, StreamPix, y su respectivo servicio de "TV everywhere". Fuera de las apps de TVE, el servicio solo podía ser accedido vía "Comcast internet del hogar" a los dispositivos soportados. En octubre de 2015, TWC empezó a probar un servicio bajo en el cual a los abonados se les daba un reproductor multimedia digital Roku 3 para acceder a su servicio vía la app de TWC, en lugar de su tradicional set-top box. Un portavoz de la TWC enfatizó que esta oferta proporcionaría "la misma televisión y los mismos paquetes que se daban a los hogares hoy en día", pero controlados a través de la red de Internet de la TWC en lugar de por una línea de cable.